# Grabplatte für Pierre de Pedou

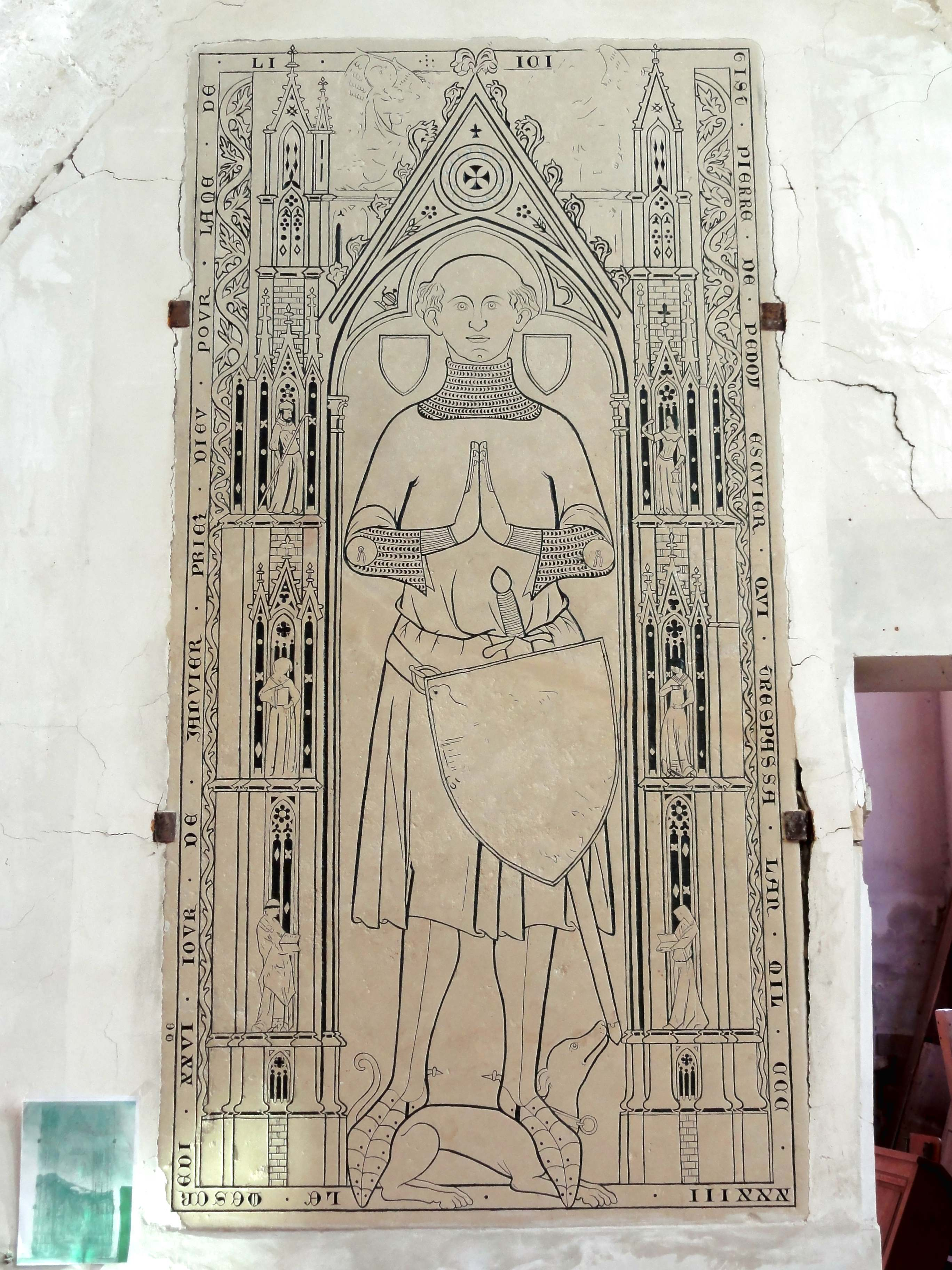
Grabplatte für Pierre de Pedou

Die Grabplatte für Pierre de Pedou befindet sich in der katholischen Kirche Notre-Dame-de-l’Assomption in Gouzangrez, einer französischen Gemeinde im Département Val-d’Oise in der Region Île-de-France. Die gotische Grabplatte steht seit 1908 als Monument historique auf der Denkmalliste in Frankreich.
Pierre de Pedou, ein Schildknappe, starb am 26. Januar 1333. Auf der Grabplatte ist der Tote unter einem Dreipassbogen mit Schild und Schwert dargestellt. Darüber befindet sich ein mit Krabben besetzter Dreiecksgiebel, der von Fialen flankiert wird. 
Die Inschrift am Rande lautet: „Cy gist Pierre de Pedou escuyer qui trespassa l’an MCCCXXXIII le mercredi XXVIe jour de janvier priez Dieu pour l’ame de li.“ (Hier liegt der Schildknappe Pierre de Pedou, der im Jahr 1333, am Mittwoch des 26. Tages des Januar starb. Betet zu Gott für seine Seele.)